# Aaron Gagnon
sist
Aaron Gagnon, född 24 april 1986, är en kanadensisk före detta professionell ishockeyspelare som sist spelade för Modo Hockey i Hockeyallsvenskan. Han representerade tidigare Dallas Stars och Winnipeg Jets i NHL.
Gagnon draftades i åttonde rundan i 2004 års draft av Phoenix Coyotes som 240:e spelare totalt.